# Valerij Kremnjov
Valerij Kremnjov (russisk: Валерий Иванович Кремнёв) (født 3. februar 1939 i Kuntsevo i Sovjetunionen, død 15. december 2016 i Moskva i Rusland) var en sovjetisk filminstruktør og manuskriptforfatter.

## Filmografi
- Vkhod v labirint (Вход в лабиринт, 1989)[1][2]